# Gnophomyia diacaena
Gnophomyia diacaena is een tweevleugelige uit de familie steltmuggen (Limoniidae). De soort komt voor in het Oriëntaals gebied.